# 박성현 (스피드스케이팅 선수)
박성현(1999년 10월 12일~)은 대한민국의 스피드스케이팅 선수이다. 2022년 동계 올림픽에 대한민국 국가대표로 참가하였으며, 4대륙 선수권 대회에서 은메달 1개, 동메달 1개를 획득했다.